# Sex Is Zero
Sex Is Zero (en hangul, 색즉시공; romanización revisada, Saekjeuk shigong; significado, ‘El sexo es cero’) es una película surcoreana del año 2002 escrita y dirigida por Yoon Je-kyoon y protagonizada por Im Chang-jeong, Ha Ji-won y Yoo Chae-yeong. "Sex is Zero" es una comedia de humor procaz, muy al estilo de películas como American Pie, que narra las historias de un grupo de estudiantes.  La cinta vendió cerca de 4 millones de entrada en Corea del Sur, siendo el quinto film más popular del año 2002.
Una secuela, Sex Is Zero 2, fue estrenada en diciembre de 2007.

## Argumento
Narra la historia de Eun-shik, un estudiante locamente enamorado de una chica, y que, a pesar de todos sus esfuerzos para estar con ella, se encuentra siempre en situaciones de lo más enrevesadas, todo ello ayudado de su grupo de amigos, a cada cual más loco y pervertido.

## Reparto
- Im Chan-jeong como Eun-shik.
- Ha Ji-won como Eu-hyo.
- Yoo Chae-yeong como Yoo-mi.
- Jin Ja-yeong como Ji-won.
- Choi Seon-gook
- Jo Dal-hwan
- Shin Ee
- Jeong Kyun-ho
- Park Joon-gyu
- Sunwoo Eu-sook como Madre de Eu-hyo.
- Ki Joo-bong
- Lee Si-yeon
- Choi Won-young como Park Chan-soo.
- Park Byung-eun como el Amigo de Sang-ok.